# University of Texas at Arlington Women's Volleyball
La University of Texas at Arlington Women's Volleyball è la squadra pallavolo femminile appartenente alla University of Texas at Arlington, con sede ad Arlington (Texas): milita nella Western Athletic Conference della NCAA Division I.

## Storia
Il programma di pallavolo femminile della University of Texas at Arlington viene fondato nel 1973. Nel 1982 il programma viene affiliato alla Southland Conference, vincendo ben dieci titoli di conference e centrando le prime qualificazioni al torneo NCAA Division I, dove esordisce nel 1985, eliminato al primo turno. Nelle edizioni successive del torneo le Mavericks migliorano sempre i loro risultati nella post-season, centrando due Sweet Sixteen, una Elite Eight e la Final Four del 1989, perdendo in semifinale dalle future campionesse della CSU Long Beach.

## Record
| Piazzamento          |    | Edizione                                                                            |
| -------------------- | -- | ----------------------------------------------------------------------------------- |
| Tornei NCAA          | 9  | Semifinali: 1 1989                                                                  |
| Tornei NCAA          | 9  | Elite Eight: 1 1988                                                                 |
| Tornei NCAA          | 9  | Sweet Sixteen: 2 1986, 1987                                                         |
| Tornei NCAA          | 9  | Primo turno: 5 1985, 1990, 2001, 2002, 2024                                         |
| Titoli di conference | 11 | Southland Conference: 10 1982, 1985, 1986, 1987, 1988, 1989, 1990, 1992, 2001, 2002 |
| Titoli di conference | 11 | Western Athletic Conference: 1 2024                                                 |

## Conference
- Southland Conference: 1982-2011
- Western Athletic Conference: 2012
- Sun Belt Conference: 2013-2021
- Western Athletic Conference: 2022-

## National Coach of the Year
- Lisa Love (1988)

## All-America

### First Team
- Shawn Sweeten (1989)

### Second Team
- Ana de Oliveira (1988)
- Chris Rudiger (1989)

## Allenatori
- Jody Conradt: 1973-1975
- Mary Ridgeway: 1976-1981
- Lisa Love: 1982-1988
- Cathy George: 1989-1993
- Janine Smith: 1994-2003
- Diane Seymour: 2004-2016
- Jonathan Wenger: 2017-